# Ahwaz International Airport
Ahwaz International Airport (persiska: فرودگاه اهواز) är en flygplats i Iran.   Den ligger i provinsen Khuzestan, i den centrala delen av landet, 500 km söder om huvudstaden Teheran. Ahwaz International Airport ligger 20 meter över havet.
Terrängen runt Ahwaz International Airport är mycket platt. Runt Ahwaz International Airport är det ganska tätbefolkat, med 144 invånare per kvadratkilometer. Närmaste större samhälle är Ahvaz, 7,6 km väster om Ahwaz International Airport. Trakten runt Ahwaz International Airport är ofruktbar med lite eller ingen växtlighet.